# Blood Money (альбом Тома Вейтса)
Blood Money — тринадцятий студійний альбом автора-виконавця Тома Вейтса, виданий 2002 року одночасно з альбомом Alice. Включає пісні для спектаклю-варіації на п'єсу «Войцек» Георга Бюхнера. Театральна адаптація була зроблена Робертом Вілсоном, з яким Вейтс працював 1993 року над The Black Rider і в 1992 — над Alice. Останній альбом офіційно вийшов в 2002 році, одночасно з Blood Money. П'єса Вілсона була показана 2000 року в Копенгагені. Альбом заслужив позитивні відгуки, сайт Metacritic поставив його на 18 місце в Топ 30 2002 року. Пісня «God 's Away on Business» була використана в документальному фільмі «Enron. Самі тямущі хлопці в цій кімнаті».

## Список композицій
Автор музики і слів Том Вейтс і Кетлін Бреннан. 
| #   | Назва                              | Тривалість |
| --- | ---------------------------------- | ---------- |
| 1.  | «Misery Is the River of the World» | 4:25       |
| 2.  | «Everything Goes to Hell»          | 3:45       |
| 3.  | «Coney Island Baby»                | 4:02       |
| 4.  | «All the World Is Green»           | 4:36       |
| 5.  | «God's Away on Business»           | 2:59       |
| 6.  | «Another Man's Vine»               | 2:28       |
| 7.  | «Knife Chase»                      | 2:26       |
| 8.  | «Lullaby»                          | 2:09       |
| 9.  | «Starving in the Belly of a Whale» | 3:41       |
| 10. | «The Part You Throw Away»          | 4:22       |
| 11. | «Woe»                              | 1:20       |
| 12. | «Calliope»                         | 1:59       |
| 13. | «A Good Man Is Hard to Find»       | 3:57       |

## Учасники запису
- Том Вейтс — вокал, фортепіано, акустична гітара, калліопа, чемберлін, електрогітара
- Кейсі Вейтс — барабани
- Ларрі Тейлор — бас-гітара, акустична гітара, електрогітара
- Колін Стетсон — кларнет,бас-кларнет, альт-саксофон, тенор-саксофон, баритон-саксофон
- Меттью Сперрі — бас-гітара
- Джино Робер — бонго, литаври, гонг, дзвони, марімба
- Бейб Рісенфорс — бас-кларнет, акордеон, саксофон, кларнет
- Дан Плонсі — кларнет
- Нік Фелпс — труба
- Чарлі Мусселвйт — губна гармоніка
- Даун Хармс — скрипка, скрипка Штроха
- Джо Гор — електрогітара
- Стюарт Копеланд — барабани
- Бент Клаусен — великий барабан, марімба
- Метт Брабекк — віолончель, бас-гітара
- Ендрю Боргер — марімба
- Майлс Боісен — гітара
- Ара Андерсон — труба